# دانیل دبلیو. وورهیس
دانیل دبلیو. وورهیس (به انگلیسی: Daniel W. Voorhees) سناتور سابق عضو حزب دموکرات ایالات متحده آمریکا بود. وی در سال ۱۸۷۷ تا ۱۸۹۷ میلادی سناتور ایالت ایندیانا در سنای ایالات متحده آمریکا بود.